# 楊思敏
楊思敏（1976年4月16日—），藝名小林麻美、神乃麻美，女演員、主持人。出生於日本千葉縣，後來到台灣發展。
她以三級片「新金瓶梅」在香港打響名號，以後致力於轉型綜藝節目，但1999年患上乳癌。上圍在動手術後由34D變為32B。引退後以賣拉麵為業。

## 演出作品

### 電視節目
- 1999年《哈啦新幹線》 （緯來綜合台)
- 2001年《綜藝大集合》 （民視無線台）
- 2002年《東京夜未眠》 （JET日本台）
- 2004年《Go Go Japan》 （民視無線台）
- 《周五强百樂》 （民視無線台）

### 電視劇
- 2000年《神仙動員令－米粉大俠》（台視）
- 2000年 三立台灣台《九龍傳說》- 桃花奇穴 如意
- 2002年《後山日先照》（公視）
- 2003年《家有日本妻》（民視）
- 2003年《親戚不計較》（民視）
- 2004年《女人40一枝花》（民視）
- 2005年《美麗人生》（民視）
- 2026年《他的靈魂與他的書店》（大愛電視台）

### 電影
- 1995年《新金瓶梅》
- 1995年《魔鬼天使》

## 出版物

### 著作
- 《跟著楊思敏東京長野趴趴GO》 民視文化，2005年1月12日，ISBN 9572869884
- 《保養革命美人書》 柏室科技藝術出版，2005年，ISBN 9867224019
- 《楊思敏之Japan Beauty Travel》 台視文化，2003年4月15日，ISBN 9575655559
- 《要美麗よ:楊思敏美容泡澡祕方》 如何出版社，2000年7月1日，ISBN 9576074967

### 寫真集
- 《春光再現》 東穎社，2000年1月20日，ISBN 957977045X
- 《Last Nude》 尖端，19961220，ISBN 9571007519
- 《擁抱楊思敏》 錦龍，19970910，ISBN 9578657793
- 《Final Nude 楊思敏写真集》 ぶんか社，1997年6月，ISBN 4821121433
- 《パール 神乃麻美写真集》 コンパス，1996年2月，ISBN 4906407595
- 《春光私語》 東穎社，1996年1月20日
- 《神乃麻美写真集 妖精開花》 竹書房，1995年3月，ISBN 4884759842

## 廣告代言
- 日本福岡競艇比賽觀光大使（2005年）
- 日本熊本、長野、福岡、佐世保及廣島觀光大使
- 日本職棒太平洋聯盟大榮鷹隊代言人（2002、2003年）
- 日本九州熊本縣阿蘇町VillaPark溫泉飯店代言人（2002年）

## 獎項
| 年份   | 獲提名         | 獎項                         | 結果 |
| ------ | -------------- | ---------------------------- | ---- |
| 2004年 | 《綜藝大集合》 | 第39屆金鐘獎綜藝節目主持人獎 | 提名 |